# November 1999
Portal Geschichte | Portal Biografien | Aktuelle Ereignisse | Jahreskalender | Tagesartikel

◄ |
19. Jahrhundert |
20. Jahrhundert
| 21. Jahrhundert

◄ |
1960er |
1970er |
1980er |
1990er
| 2000er | 2010er | 2020er | ►

◄ |
1995 |
1996 |
1997 |
1998 |
1999
| 2000 | 2001 | 2002 | 2003 | ►

◄ |
August 1999 |
September 1999 |
Oktober 1999 |
November 1999 |
Dezember 1999 |
Januar 2000 |
Februar 2000 |
►
Dieser Artikel behandelt tagesbezogene Nachrichten und Ereignisse im November 1999.

## Tagesgeschehen

### Montag, 1. November 1999

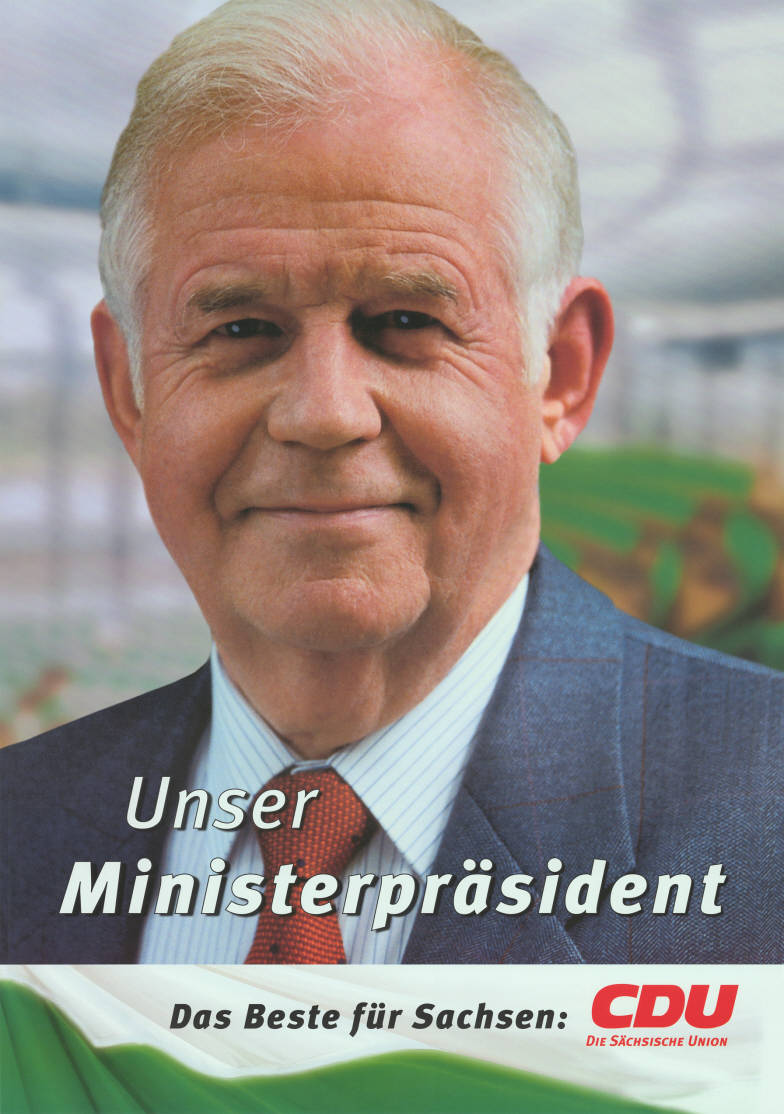
Kurt Biedenkopf

- Bonn/Deutschland: Der am 19. September bei der Landtagswahl bestätigte Ministerpräsident von Sachsen Kurt Biedenkopf (CDU) tritt sein Amt als Präsident des Bundesrates an. Der beschlossene Umzug des Bundesratsplenums von Bonn nach Berlin wird in seine Amtszeit fallen. Biedenkopf ist der erste Bundesratspräsident, den das Land Sachsen stellt.[1][2]

### Donnerstag, 4. November 1999
- Hamburg/Deutschland: Jan Philipp Reemtsma, Leiter des Hamburger Instituts für Sozialforschung, reagiert auf anhaltende Kritik über sachliche Fehler in der Wehrmachtsausstellung, indem er die bislang 900.000 Besucher zählende Veranstaltung stoppt.[3]

### Freitag, 5. November 1999
- Königstein im Taunus/Deutschland: Der wegen Steuerhinterziehung gesuchte Walter Leisler Kiep, ehemaliger Schatzmeister der CDU und „Sonderbeauftragter“ des Parteivorsitzenden Helmut Kohl, stellt sich dem Haftrichter. In der Affäre existieren auch wilde Spekulationen über eine illegale Spendenpraxis in der CDU.[4]
- Washington, D.C./Vereinigte Staaten: Richter Thomas Penfield Jackson vom Bundesbezirksgericht des Districts of Columbia entscheidet, dass es sich bei Microsofts Dominanz am Markt für Betriebssysteme um ein Monopol handelt.[5]

### Samstag, 6. November 1999

Logo des australischen Rugby-Verbands

- Canberra/Australien: Die Bevölkerung stimmt in einem Referendum mit einer Mehrheit von 55 % gegen die Schaffung einer Republik. Australien bleibt formal eine konstitutionelle Monarchie unter Queen Elisabeth II.[6]
- Cardiff/Vereinigtes Königreich: Australien gewinnt das Finale  der Rugby-Union-Weltmeisterschaft 35:12 gegen Frankreich.[7]
- Duschanbe/Tadschikistan: Bei der Präsidentschaftswahl entscheiden sich 96,9 % der Wähler für eine zweite Amtszeit des Staatspräsidenten Emomalij Rahmon.[8]

### Dienstag, 9. November 1999
- Deutschland: Anlässlich des zehnten Jahrestags des Falls der Berliner Mauer läuft der Film Helden wie wir in den Kinos an.[9]
- Hof/Deutschland: Der „Fernwehpark Hof Signs of Fame“, eine Sammlung von Schildern aus aller Welt, wird der Öffentlichkeit zugänglich gemacht.[10]

### Donnerstag, 11. November 1999
- Karlsruhe/Deutschland: Das Bundesverfassungsgericht ordnet eine Überprüfung des Länderfinanzausgleichs an, bei dem die finanzstarken Länder einen Teil ihrer Einnahmen den schwächeren Ländern überlassen. Nach Ansicht des Gerichts entsprechen die Regelungen des Ausgleichs nicht den Vorgaben des Grundgesetzes, da sie einerseits schwer nachvollziehbar und andererseits intransparent sind. Der Vorgang der Umverteilung hingegen ist generell mit dem Grundgesetz vereinbar.[11]

### Samstag, 13. November 1999
- Paradise/Vereinigte Staaten: Der britisch-kanadische Boxer Lennox Lewis besiegt den Amerikaner Evander Holyfield nach Punkturteil und vereint auf seine Person die WM-Titel im Schwergewicht der Verbände WBA, WBC, IBF und IBO.[12]

### Sonntag, 14. November 1999

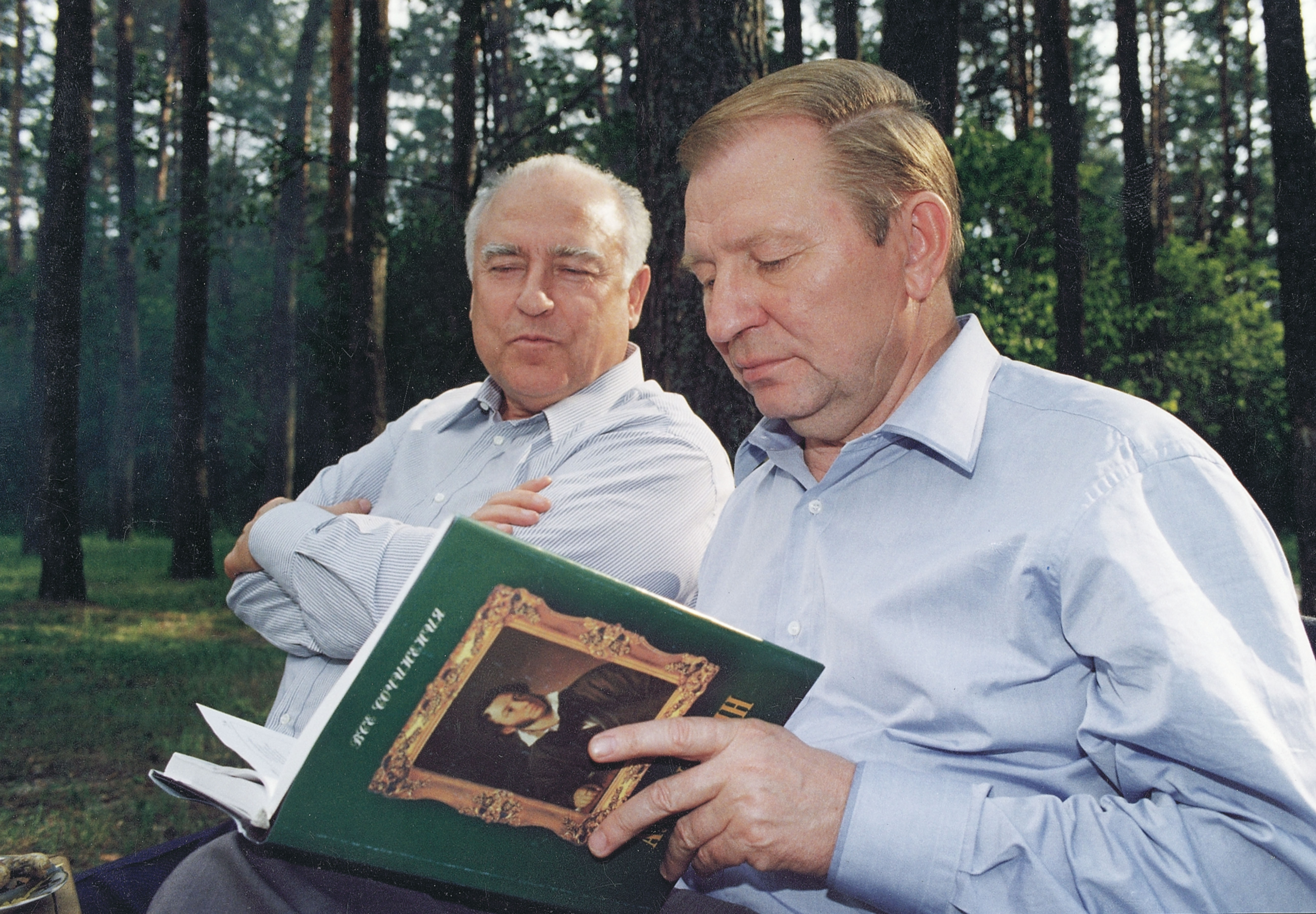
Leonid Kutschma (rechts)

- Kiew/Ukraine: In der zweiten Runde der Präsidentschaftswahlen wird der parteilose Amtsinhaber Leonid Kutschma für eine zweite Amtszeit gewählt.[13]

### Mittwoch, 17. November 1999
- Tunis/Tunesien: Präsident Zine el-Abidine Ben Ali ernennt Mohamed Ghannouchi, der seit Ben Alis Machtübernahme im November 1987 verschiedene Ministerämter begleitete, zum Nachfolger von Hamed Karoui im Amt des Ministerpräsidenten. Karouis zehnjährige Amtszeit war die längste seit der Ausrufung der Tunesischen Republik. Alle drei Politiker sind Mitglied der Partei Konstitutionelle Demokratische Sammlung.[14]

### Freitag, 19. November 1999

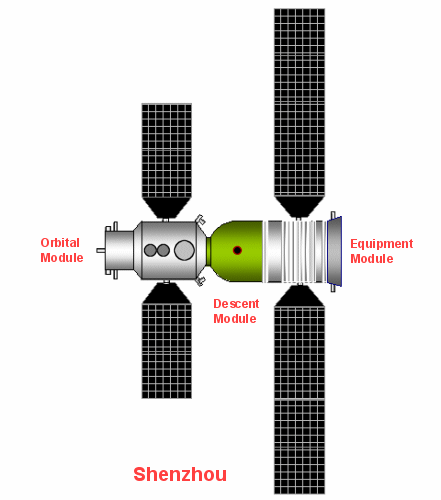
Struktur eines Shenzhou-Raumschiffs

- Alxa/China: Mit dem erstmaligen Start des Raumschiffs Shenzhou auf der Trägerrakete Langer Marsch CZ-2F vom Weltraumbahnhof Jiuquan in der Inneren Mongolei aus testet die Volksrepublik in einer unbemannten Mission den Ernstfall ihres Bemannten Raumfahrtprogramms, dessen früheste Konzeption aus den 1960er Jahren stammt. China wäre nach Russland und den Vereinigten Staaten der dritte Staat der Erde, der bemannte Raumschiffe ins All schickt.[15]
- Istanbul/Türkei: Der blockübergreifende Charakter des Vertrags über Konventionelle Streitkräfte in Europa (KSE) zur Begrenzung schwerer Waffensysteme soll sich mit einem  Änderungsabkommen in einen territorialen Charakter wandeln. Des Weiteren erörtern die KSE-Vertragsstaaten eine Gewähr auf gegenseitige Rüstungskontrolle.[16]
- Istanbul/Türkei: Auf dem Gipfel der OSZE sichert Russland der Republik Moldau den vollständigen Abzug seiner Truppen aus dem de facto unabhängigen Landesteil Transnistrien bis Ende 2002 zu.[17]

### Samstag, 20. November 1999
- Odi/Nigeria: Auf der Suche nach den „Egbesu Boys“, Mitglieder militanter Vereinigungen der Ijaw im Nigerdelta, zerstören Regierungssoldaten fast die komplette Stadt Odi. Die Aktion begann tags zuvor und fordert viele Todesopfer unter den 15.000 Einwohnern.

### Montag, 22. November 1999
- Erfurt/Deutschland: Das im Zuge der deutschen Einheit nach Erfurt verlegte Bundesarbeitsgericht nimmt seinen Dienstbetrieb auf.

### Mittwoch, 24. November 1999
- Niamey/Niger: Im zweiten Durchgang der Präsidentschaftswahl in Niger entscheiden sich rund 60 % der Wähler für Mamadou Tandja von der Nationalen Bewegung der Entwicklungsgesellschaft und etwa 40 % für Mahamadou Issoufou von der Nigrischen Partei für Demokratie und Sozialismus.[18]

### Mittwoch, 25. November 1999
- Deutschland: Der deutsch-amerikanische Science-Fiction-Thriller The 13th Floor – Bist du was du denkst? startet in den Kinos.

### Freitag, 26. November 1999
- Berlin/Deutschland: Die Physikalisch-Technische Bundesanstalt beendet die Nutzung des Speicherrings Bessy zur Erzeugung intensiver UV-Strahlung im Bezirk Wilmersdorf. Seit März ist der Nachfolger-Speicherring Bessy II im Bezirk Köpenick in Betrieb.[19]
- Hannover/Deutschland: Der niedersächsische Ministerpräsident Gerhard Glogowski (SPD) tritt zurück, nachdem er die gegen ihn gerichteten Vorwürfe im Hinblick auf geschenkte Urlaubsreisen und Unregelmäßigkeiten bei Immobiliengeschäften nicht ausräumen konnte. Glogowski bleibt im Amt, bis ein Nachfolger gefunden sein wird.[20]

- Haugesund/Norwegen: Die erst wenige Monate zuvor in Dienst gestellte Katamaran-Schnellfähre Sleipner sinkt nach einer Kollision mit einem Felsen. 16 Personen sterben bei dem Untergang, 69 konnten gerettet werden.[21]

### Samstag, 27. November 1999

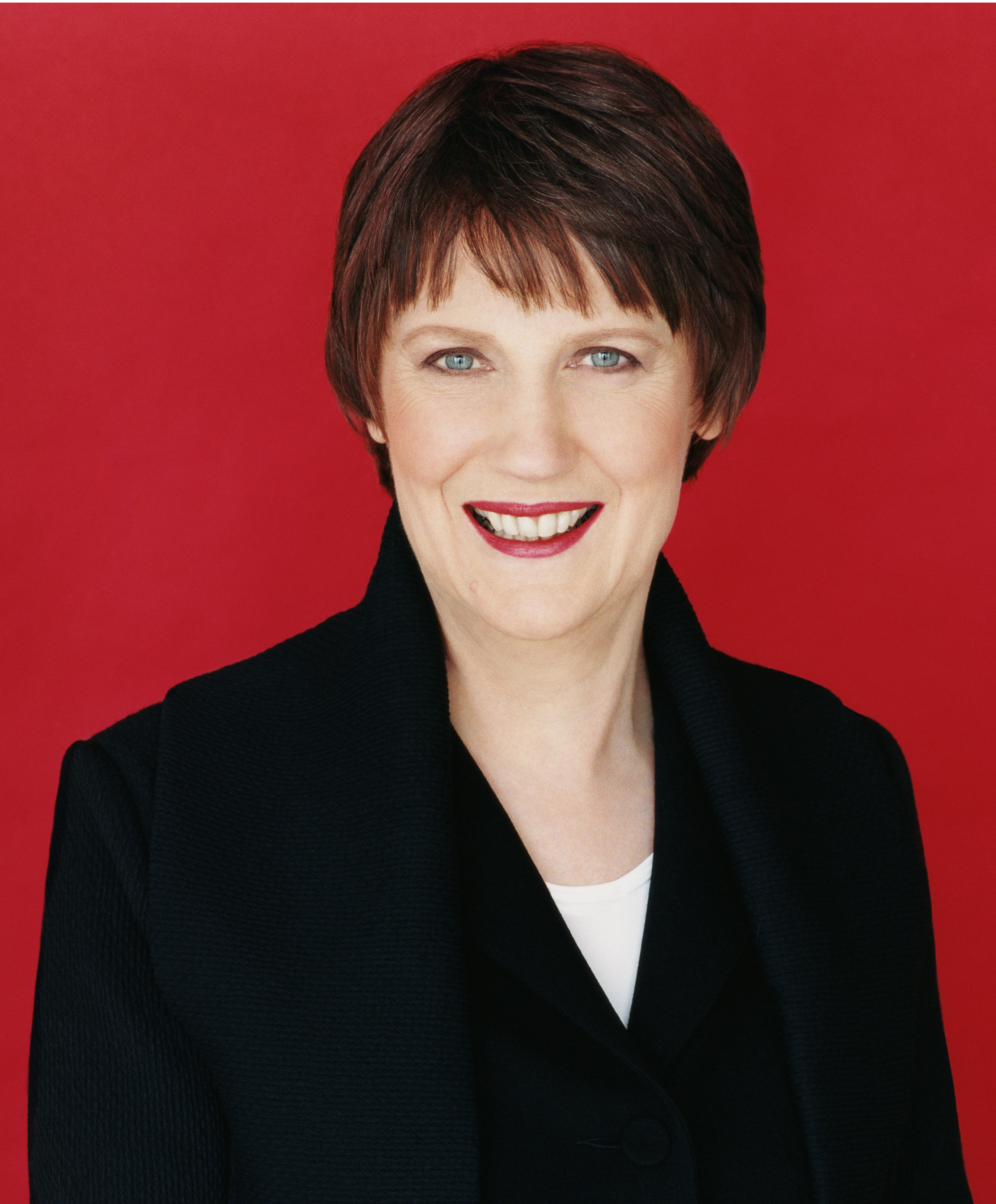
Helen Clark

- Wellington/Neuseeland: Die Partei der Arbeit (NZLP) gewinnt die Parlamentswahl, indem sie sich als möglicher Seniorpartner einer Mitte-links-Regierung präsentiert. Die NZLP-Spitzenkandidatin Helen Clark wird voraussichtlich die erste gewählte weibliche Premierministerin in der Geschichte Neuseelands sein.

### Sonntag, 28. November 1999

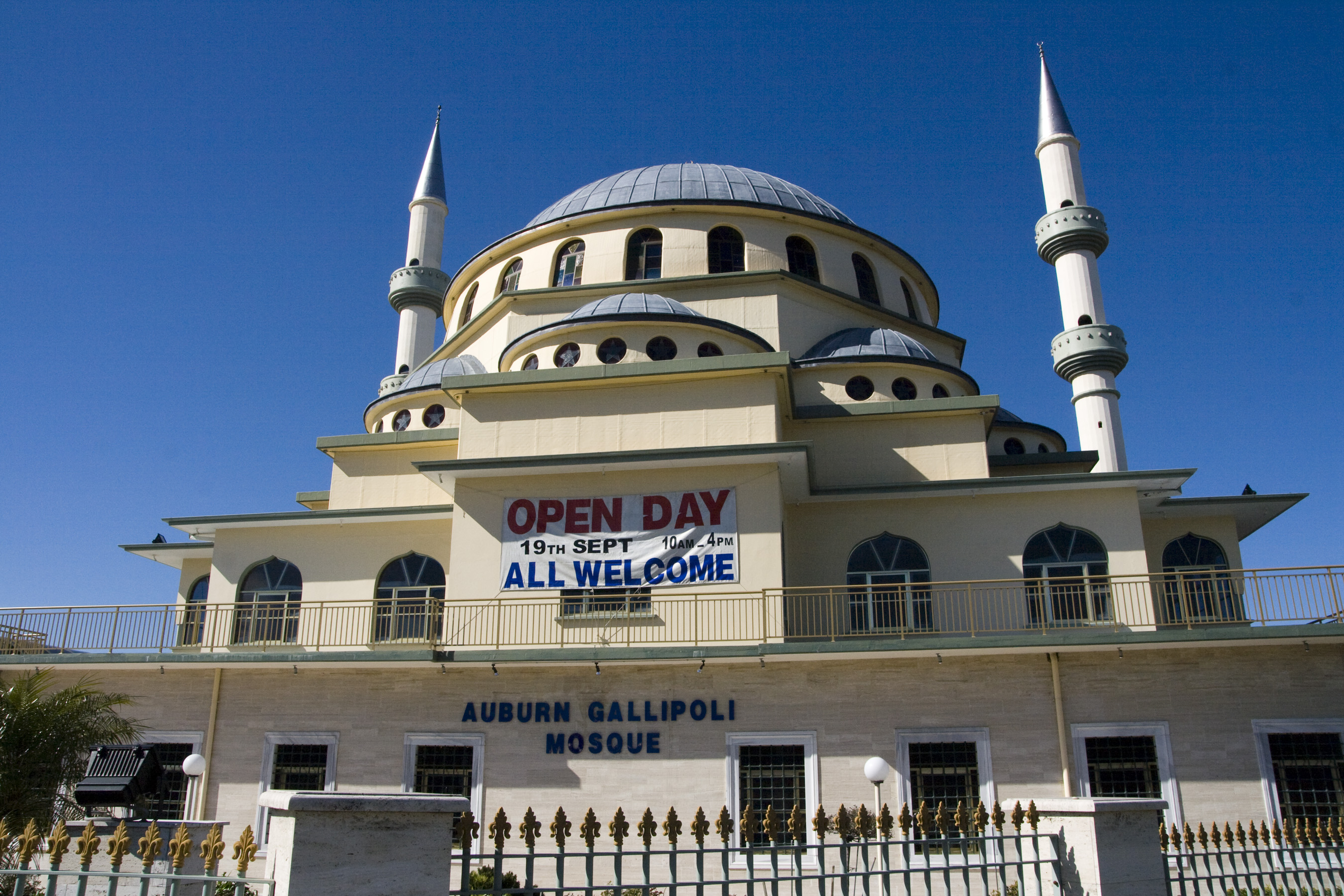
Moschee in Auburn

- Auburn/Australien: Der Neubau der Gallipoli-Moschee Auburn wird offiziell eröffnet. Die Bautätigkeiten liefen 13 Jahre lang.[22]
- Dortmund/Deutschland: Die Mitgliederversammlung des eingetragenen Vereins Borussia Dortmund stimmt der Ausgliederung der Abteilung der Fußball-Lizenzspieler in die Borussia Dortmund GmbH & Co. KGaA zu. Große Teile des Vereins sollen in eine börsennotierte Gesellschaft umgewandelt werden.
- Montevideo/Uruguay: Jorge Batlle von der Roten Partei gewinnt die Stichwahl gegen Tabaré Vázquez vom Parteienbündnis Breite Front und wird der nächste uruguayische Präsident sein.[23]

### Dienstag, 30. November 1999
- Altlandsberg/Deutschland: Bei einem Unfall mit einem Schulbus sterben vier Schüler und der Busfahrer.
- Tokio/Japan: Manchester United aus dem Vereinigten Königreich gewinnt das Spiel um den Fußball-Weltpokal für Vereinsmannschaften mit 1:0 gegen den brasilianischen Klub Palmeiras São Paulo.[24]